# 田苑酒造
田苑酒造株式会社（でんえんしゅぞう）は、鹿児島県薩摩川内市樋脇町塔之原に本社を置く酒類醸造会社である。

## 概要
- 社名：田苑酒造株式会社
- 設立：1979年（昭和54年）3月8日「田苑酒造株式会社」設立
- 本社：鹿児島県薩摩川内市樋脇町塔之原11356-1

## 沿革
- 1890年（明治23年） - 「塚田酒造場」として創業。
- 1979年（昭和54年） - 南九州コカ・コーラボトリング株式会社（現：コカ・コーラボトラーズジャパン）の傘下に入り、「田苑酒造株式会社」に商号を変更。
- 1989年（平成元年） - 千葉県香取郡栗源町（現・香取市）の栗源（くりもと）酒造と合併し「田苑栗源酒造株式会社」となる。本社機構を東京に移転。
- 2003年（平成15年） - 再び「田苑酒造株式会社」に商号を変更。本社機構を鹿児島に移転。

## 工場・支社・営業所
- 東京支店：東京都中央区日本橋蛎殻町
- 大阪営業所：大阪府大阪市北区与力町
- 鹿児島営業所：鹿児島県鹿児島市谷山港
- 鹿児島工場：鹿児島県薩摩川内市樋脇町塔之原
- 熊本工場：熊本県山鹿市鹿央町合里

## 主な銘柄
- 田苑 芋 （芋焼酎）
- 田苑 芋 黒こうじ仕込み（芋焼酎）
- 田苑 麦 （麦焼酎）
- 田苑 麦 黒こうじ仕込み（麦焼酎）
- 田苑 金ラベル （麦焼酎）
- 田苑 ゴールド （麦焼酎）
- 田苑 米 （米焼酎）

## その他
- 「『田苑』はベートーヴェンの田園を聴いて一段とおいしくなりました」のキャッチフレーズで知られるように、タンクなどに音楽を振動させて聴かせながら醸造している。
- 本社敷地内には、220年以上も昔に建てられた酒蔵を利用した日本初の焼酎資料館があり、創業以来の酒造りの道具や樋脇町の伝統的な民具など約1400点が展示されている。また、春・秋の年二回「田苑酒蔵サロンコンサート」が開催され、歌やクラシックの演奏が行われている。

## 関連企業
- MCAホールディングス
- 高畠ワイン
- 興南冷蔵
- さわやか保険プランニング